# Hinata
hinata（ヒナタ）とは、vivit株式会社が運営するキャンプ・アウトドア情報メディア。なお、本項目では運営会社でもあるvivit株式会社についても記述する。

## 概要
2015年にサービスをリリースしたキャンプ・アウトドア情報メディア「hinata」は、アウトドアに役立つ情報を毎日配信し、アウトドアカルチャーを発信。キャンプやアウトドアにオススメのグッズの紹介、ファッションコーディネート、レシピなどさまざまなシーンの情報を提供。
2020年5月で5周年。企業からの公式月間ユーザー約260万人、SNSフォロワー約30万人。コロナウイルスによる緊急事態宣言直後であったため、5周年を記念するリリースでは、withコロナにおけるアウトドア業界の現状とキャンプの楽しみ方を発信。メディアとしてアウトドア業界への責務を果たす姿勢が見られた。国内では最大規模のアウトドアメディアで、2021年5月時点で、月間最大360万人が閲覧、1100万PV。メディアと連動するSNSもアウトドア系では最大規模。特に「hinata_outdoor」という名称で行なっているInstagramは、フォロワー22万人を超えており、その人気を象徴するかのように、偽アカウントが発生するほどである。
競合サービスとしては、スペースキーが運営するキャンプハックがある。

## 運営会社

### 創業
運営会社であるvivit株式会社は、2014年１月に創業者の水谷寿美に設立される。沿革として、2013年12月のインキュベイトキャンプ6thに参加し、出資を受ける権利を得られる3位に入賞。その後、インキュベイトファンドとユナイテッドより投資を受ける。その際、The Startup特別賞も併せて受賞。同コンテントに出場した企業としては、森雄一郎が運営するオーダースーツのD2Cスタートアップ「FabricTokyo」、LINEに買収されたGateBox、Office de yasai、2021年にメドレーとドコモに買収されたオンライン薬局などを運営するミナカラ、yahooに売却された自動コードレビューシステム「SlideCI」を運営するアクトキャットなどが存在。2017年5月には、東証一部上場企業のスポーツ用品販売を行うゼビオへグループ入りする。

### 事業
メディア事業である、アウトドアwebメディア「hinata」を軸にしつつ、そのほかのアウトドア領域全般での多角的な事業を展開。「アウトドアに必要なあらゆる情報と手段を提供する」というvisionのもと、キャンプ初心者からキャンプ上級者まで、それぞれの層の人が抱える課題を解決するサービスを提供している。具体的には、キャンプ用品のレンタルサービス、キャンプ場の検索・予約サービス「hinata スポット」、アウトドアボディスプレーなどのプライベートブランド商品などを展開。ゼビオ店舗を活用したキャンプ用品の買取販売（リユース）事業や、キャンプ用品特化のECサイトまで手がけている。

### 沿革
2014.01・・・会社設立
2015.06・・・キャンプ・アウトドア情報メディア「hinata」リリース
2015.07・・・キャンプ・公園・アウトドア情報の検索サービス「hinata spot」リリース
2016.06・・・アウトドア用品のスマートトランクサービス「hinata trunk!」リリース（2021年6月時点では、すでにサービス終了）
2016.06・・・寺田倉庫が業務提携
2017.04・・・ヴィクトリアと業務提携
2017.05・・・ゼビオと資本業務提携
2017.09・・・hinataがL-Breath店舗とのO2O連携実施
2018.10・・・スキー・スノーボード情報メディア「Grab」リリース
2019.04・・・「hinataアウトドアボディスプレー」発売・雑誌の別冊「ひなたごはん」創刊
2019.09・・・日本ユニシスと連携し、アウトドアレジャー協会の主会員として「アウトドア検定」スタート
2019.11・・・「ひなたごはん 2020」を扶桑社から発刊
2020.04・・・オンラインアウトドアフェス『 hinata presents Online Outdoor Festival 2020 』を開催
2020.12・・・アウトドアECサイト「hinataストア」リリース
2021.02・・・横乗りスポーツ情報メディア「Xadventure」リリース
2021.04・・・キャンプ場検索予約サービス「hinata spot」手間いらず株式会社とシステム連携、リニューアルリリース